# Cucina nicaraguense

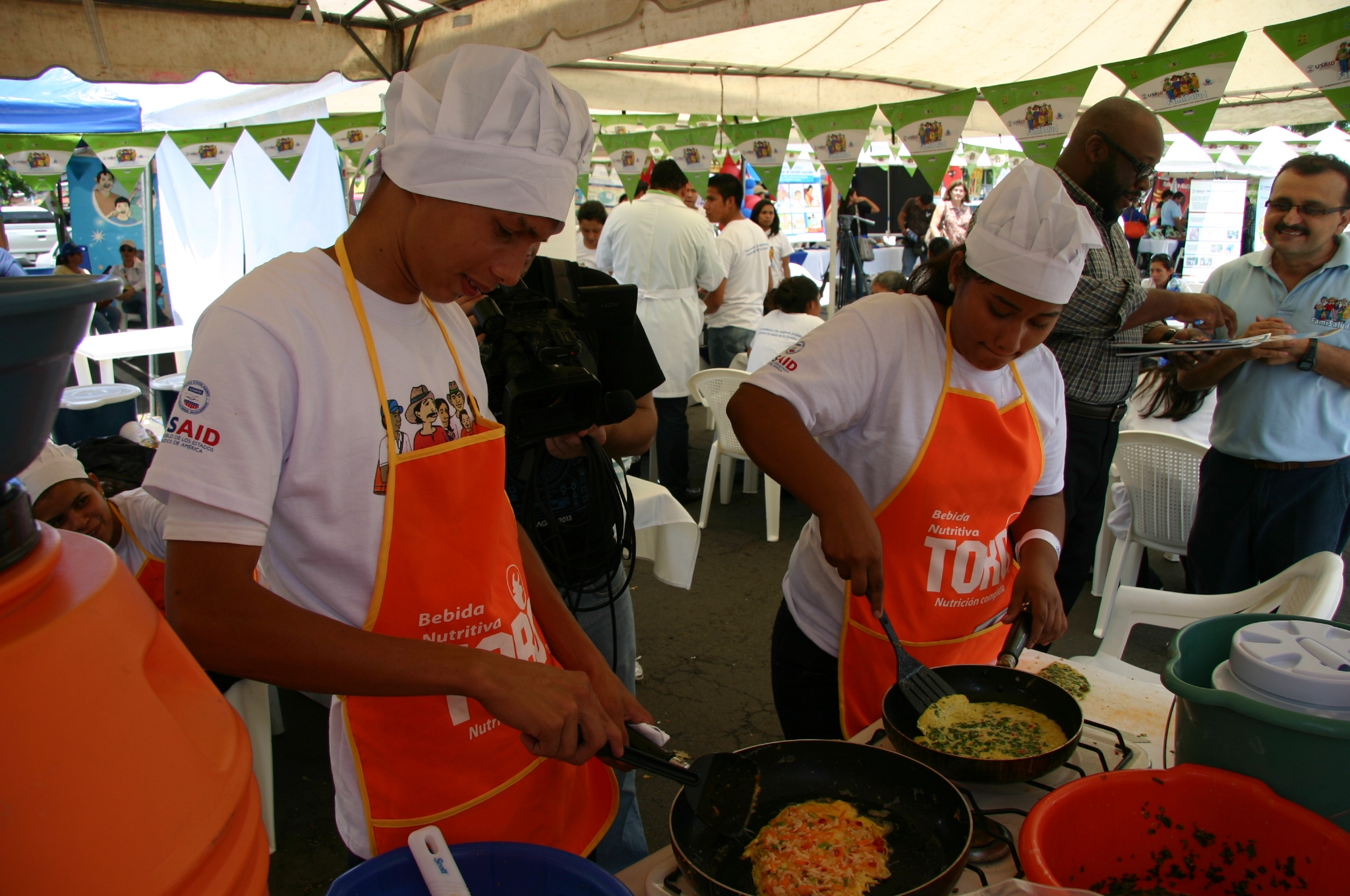
Nicaraguensi dediti alla cucina durante una fiera

La cucina nicaraguense comprende le abitudini culinarie del Nicaragua. Come in tutta l'America Latina, nel paese viene coltivato il mais sin dai tempi della Mesoamerica. Questo cereale è stato impiegato in diverse modalità e per diversi scopi dagli indigeni, sia alimentari che religiosi o medici, e si sono sviluppate numerose tecniche in merito alla sua lavorazione, preparazione e fermentazione.

## Piatti principali

### Cucina indigena

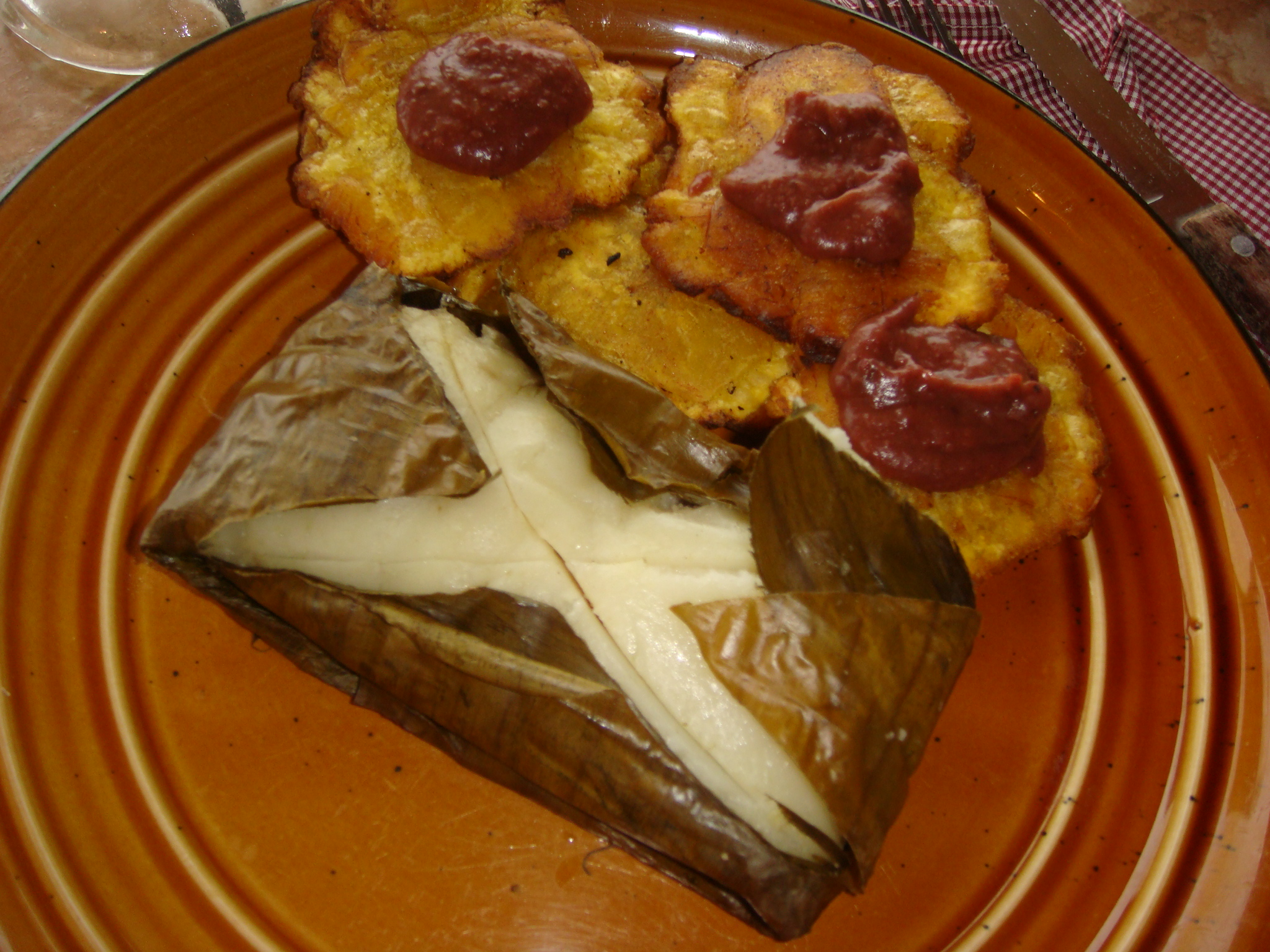
Nacatamal con banane fritte e fagioli frullati

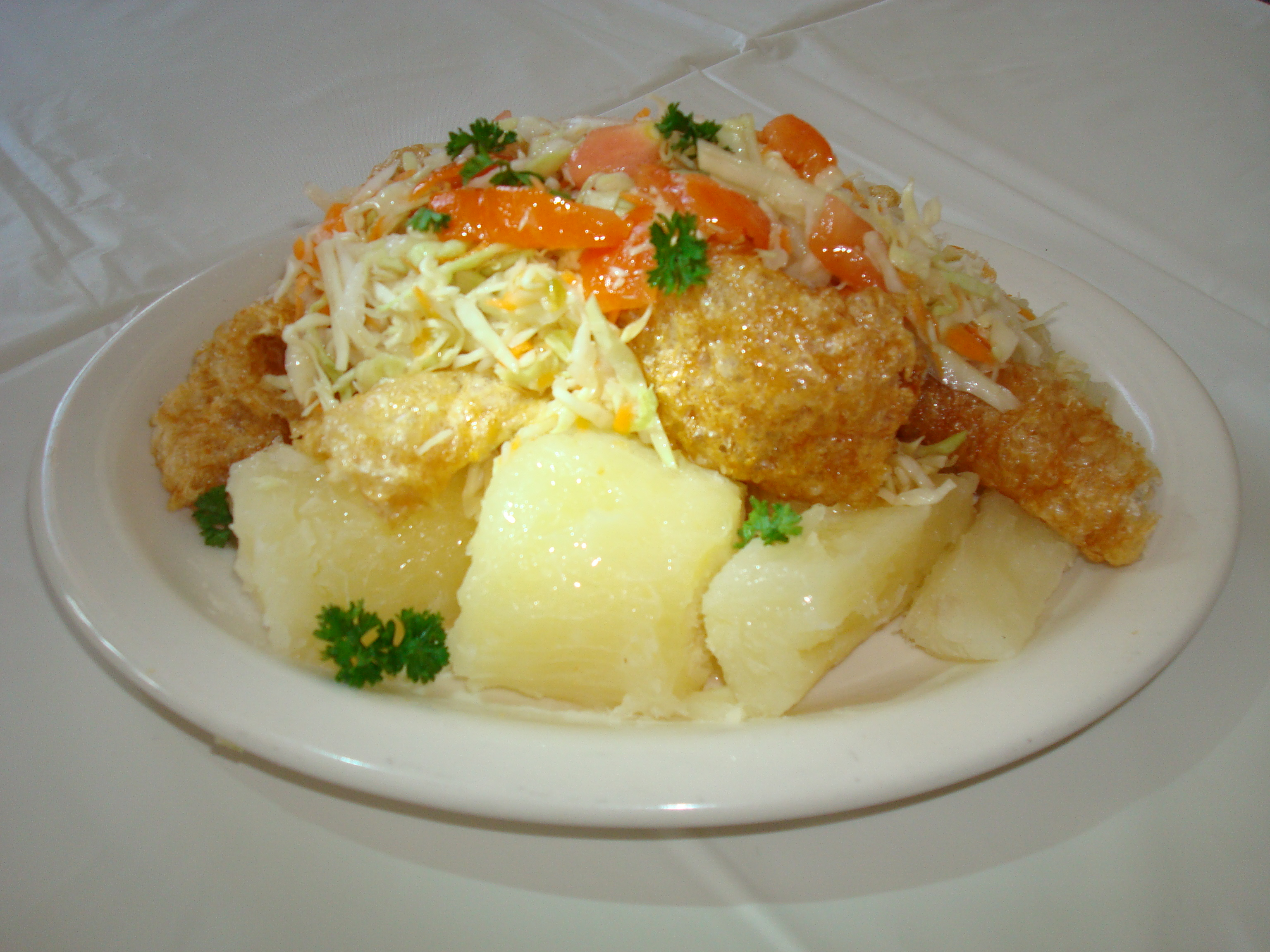
Vigorón

Tradizionalmente i gruppi indigeni nicaraguensi facevano uso di peperoncini (Capsicum solanoidea), achiote (Bixa orellana) e altre erbe aromatiche per insaporire i loro cibi. Al posto del pane di grano si consumavano il cazabe fatto dalla manioca e le tortilla di mais, molto popolari ancora oggi. Nella zona di León è diffuso il quesillo, uno snack che consiste in una tortilla con formaggio e cipolle, mentre a Matagalpa si prepara una tortilla speciale chiamata güirila.
Altri prodotti a base di mais sono le rosquilla, le quesadilla, le empanadita, i perrerreque e le hojaldra. Il mais viene impiegato anche negli stufati, negli encurtidos (sottaceti), nelle insalate e nelle torte.
Un altro alimento base della dieta nicaraguense sono i fagioli, presenti nel gallo pinto (un piatto di riso e fagioli mangiato a colazione e a cena) oppure consumati come contorno per tortilla, salsicce e formaggio.
La carne di maiale viene impiegata in numerose specialità nazionali come il nacatamal, il chancho con yuca (manioca con maiale e insalata), il vigorón (un piatto di manioca con cotiche di maiale fritte e insalata), la moronga o morcilla (una sorta di sanguinaccio preparato con spezie e peperoncino e servito con manioca e tortilla) e salsicce in stile creolo.
Tra i piatti a base di vitello invece si menzionano la carne de baho (strisce di carne essiccata o saltata unite a banane verdi, manioca, peperoni e cipolle, che vengono poi avvolte in foglie di banano) e la sopa de mondongo (una zuppa a base di stomaco della mucca ritenuta foriera di benefici per la virilità). Vi è anche una zuppa di costine con prugne verdi, quequisque o malanga lila (Xanthosoma violaceum), ayote (Cucurbita maxima), chayote (Sicyos edulis), manioca, elotes (mais maturo), chilotes (mais giovane), cavolo e altre verdure. Tra i condimenti principali si citano la hierbabuena (Mentha spicata) e il coriandolo.
La lonza dell'animale può essere grigliata o cotta su una stufa a legna, mentre altri tagli vengono macinati e impiegati nella preparazione dei salpicón. La lingua viene impiegata nelle salse, il cervello e il midollo insaporiscono un brodo fritto con le uova, il fegato viene fritto o servito con una salsa, le mammelle vengono usate per preparare delle salse e i testicoli del toro vengono serviti in una zuppa o fritti. La carne macinata può essere un ingrediente per torte salate assieme a patate e carote, il tutto avvolto in un uovo o in verdure.
Una pietanza associata al periodo della Quaresima è la cujada, una zuppa di involtini di mais fritto avvolto in formaggio, uova, sale e achiote, a cui si aggiungono prugne verdi, mango verde, manioca, banane verdi, patate e occasionalmente sardine. Altre specialità preparate frequentemente nel medesimo periodo sono il riso con il pesce saltato o essiccato e gli almíbar (sciroppi di frutta stagionale). Uno di questi è la cusnaca, fatta con prugne guaturco, zucchero, cannella e latte.
La selvaggina più diffusa è la carne di cervo, oltre a quella di piccione che viene condita con limone e mangiata a colazione. A differenza dei loro antenati, i nicaraguensi hanno smesso di mangiare gli insetti sin dall'epoca coloniale, cosa che invece accade ancora in Messico. Tuttavia, nella parte occidentale del paese non è raro trovare alcuni cacciatori che vendono rettili come le lucertole e i garrobos. Sulla costa atlantica si consumano maggiormente le tartarughe marine.

### Cucina creola
La cucina creola risente delle influenze caraibiche e africane, soprattutto quelle della cucina giamaicana. Il latte di cocco è il principale ingrediente di quest'area, mentre tra le pietanze si menzionano il rondòn, il guabul e le zuppe di crostacei.
Il pesce viene consumato relativamente poco in Nicaragua. Questo perché le abitudini alimentari indigene sono cambiate a malapena dopo il periodo coloniale. A ciò si aggiunge anche che le principali città del paese non si sono sviluppate sulla costa, ma lungo i fiumi e i laghi.

## Dolci e bevande

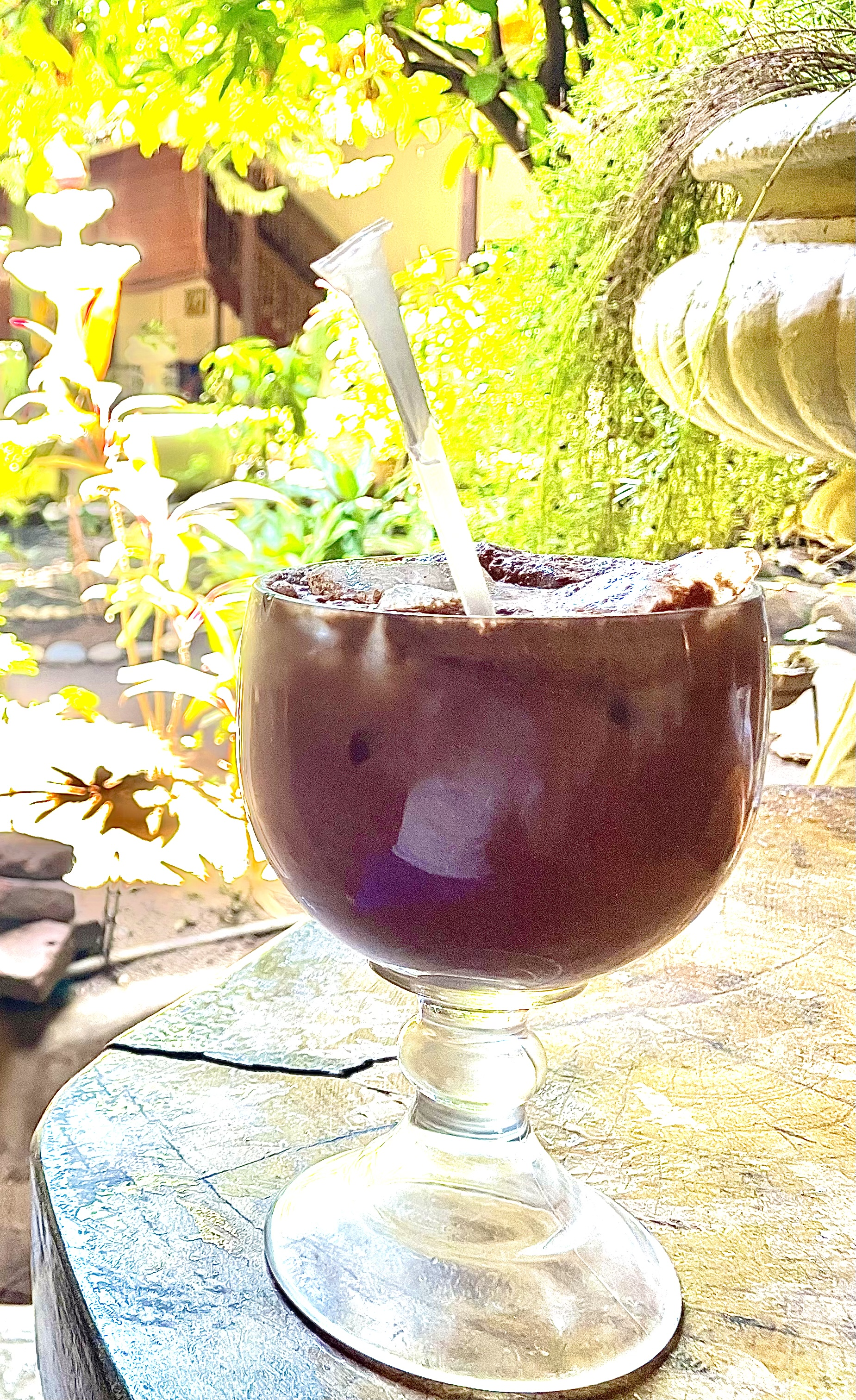
Pinolillo

Uno dei dolci più diffusi in Nicaragua è la tres leches, una torta imbevuta in tre tipi diversi di latte diffusa in tutta l'America Latina. Vi sono anche la cajeta de coco (una caramella fatta di manioca e cocco) e il raspado, una sorta di granita con del latte condensato.
Dal mais derivano svariate bevande come il pinol, il pinolillo, la chicha, il chingue, il tibio, la horchata e il posol. Sono disponibili succhi di frutta e caffè, che cresce nelle aree montuose del paese.
Una bevanda rinfrescante analcolica è l'arroz con piña, a base di riso e ananas che vengono bolliti e poi frullati con vaniglia, fragola e zucchero. Si cita anche il fresco de semilla de jicaro, un succo fatto con semi di zucca da vino.

## Abitudini culinarie
Sulle tavole delle famiglie nicaraguensi più agiate appaiono generalmente formaggio, burro, latte, tortilla e una volta a settimana uno stufato o un piatto speciale, mentre le classi meno abbienti sono solite mangiare riso e fagioli. In genere la colazione delle classi lavoratrici consiste in due fette di pane con burro, un'arancia o una banana e del caffè con zucchero. Il pranzo prevede riso e fagioli con gli avanzi di pane della colazione o in alternativa una zuppa di pollo, mentre a cena si mangia generalmente gallo pinto, tortilla e formaggio fritto.
Tra i nicaraguensi si è soliti condividere il cibo con i propri vicini, specie se si è ricevuto aiuto da essi o se si è preparato un piatto particolare.